# Nacionalni park Lovćen
Nacionalni park Lovćen se nalazi u jugoistočnom dijelu Europe, u Crnoj Gori. Nacionalni park obuhvaća središnji i najviši dio lovćenskog masiva, površine 6220 hektara. Proglašen je nacionalnim parkom 1952. godine.
Smješten u jugozapadnom dijelu Crne Gore, uzdiže se s ruba jadranskog bazena, zatvarajući tako duge i vijugave bokeljske zaljeve, čineći zaleđe pomorskom gradu Kotoru.
Na relativno uskom prostoru sreću se brojni i raznovrsni oblici reljefa, naglašeni u središnjem dijelu planine, gdje se Lovćen najviše izdigao Stirovnikom i Jezerskim vrhom. Padine planine su kamenite, s brojnim škrapama, jamama i dubokim vrtačama, dajući krajolicima poseban izgled.
Nalazeći se na granici dvije sasvim različite prirodne cjeline, mora i kontinenta, Lovćen trpi utjecaje oba klimatska tipa. Poseban spoj životnih uvjeta uzrokovao je razvoj raznovrsnih bioloških sustava.
Na području ovog nacionalnog parka značajnu vrijednost čini kulturno-povijesno nasljeđe. Svojevrstan arhitektonski relikt, vrijedan pažnje, predstavljaju čuvene lovćenske serpentine. Stari put od Kotora vijuga uz Lovćen do Njeguša, živopisnog planinskog sela, u kojem se nalaze rodne kuće Petra II. Petrovića Njegoša, znamenitog crnogorskog vladara i pjesnika iz 19. stoljeća i posljednjeg vladara Crne Gore, kralja Nikole I. Petrovića.
Lovćenski kraj obiluje brojnim elementima narodnog graditeljstva. Autentične su stare kuće i seoska gumna, kao i kolibe u katunima - ljetnjim stočarskim naseobinama. S vidikovca, u neposrednoj blizini, pruža se pogled na Bokokotorski zaljev i Katunsku nahiju koju je čuveni Bernard Shaw, kada je ugledao, nazvao Kameno more.

## Kontroverzije oko mauzoleja
Najmonumentalniji spomenik nacionalnog parka Lovćen je Njegošev mauzolej, podignut na Jezerskom vrhu, mjestu koje je ovaj istaknuti pjesnik i mislilac još za života izabrao za vječni počinak.
Njegoš je još za života sagradio na Jezerskom vrhu kapelicu u kojoj je i pokopan. Po austrijskoj okupaciji Crne Gore u vrijeme Prvoga svjetskog rata, ova je crkva srušena (i Njegoševo tijelo preneseno u Cetinjski manastir) da bi ponovno bila obnovljena u vrijeme kralja Aleksandra, dvadesetih godina 20. stoljeća. Godine 1970. tadašnja komunistička vlast u Crnoj Gori počela je pripreme za njeno rušenje i izgradnju mauzoleja koji je u stilu bečke secesije zamislio Ivan Meštrović. Meštrović, iako svjetski poznat, nikada nije bio na Lovćenu.
Jugoslavenska javnost se uzbunila i masovno prosvjedovala protiv kršenja Njegoševe posljednje volje i rušenja skromne zadužbine u korist monumentalne građevine kakvu Njegoš nikada ne bi želio.
- Pogled na Nacionalni park
- Jezerski vrh
- Njeguši, Njegoševo rodno mjesto
- Put Cetinje-Njeguši-Kotor, najstariji kolni put u Crnoj Gori
- Planinska vegetacija
- Pogled s Lovćena na Bokokotorski zaljev

## Vanjske poveznice
- Službena stranica  Arhivirana inačica izvorne stranice od 26. veljače 2007. (Wayback Machine)